# Red Curren
James Edward Curren, detto Red (12 maggio 1925 – 13 novembre 2010), è stato un cestista canadese.

## Carriera
Ha disputato con il Canada i giochi olimpici del 1952.